# Pentatlo moderno nos Jogos Olímpicos de Verão de 2020
As competições de pentatlo moderno nos Jogos Olímpicos de Verão de 2020 foram realizadas entre 5 e 7 de agosto de 2021 no Musashino Forest Sports Plaza e no Estádio de Tóquio, em Tóquio. As disputas estavam programadas para acontecer em 2020, mas foram adiadas em um ano devido a pandemia de COVID-19.
Um total de 72 pentatletas de 31 Comitês Olímpicos Nacionais (CON) competiram em dois eventos de medalhas, sendo um de cada gênero.

## Qualificação
Setenta e dois pentatletas estavam elegíveis para disputar o evento, sendo um máximo de dois competidores por Comitê Olímpico Nacional (CON) em cada gênero. Os métodos de qualificação são os mesmos para os torneios masculino e feminino.
Entre fevereiro e agosto de 2019, a distribuição inicial de vagas foi baseada pelos resultados em determinadas competições. Cinco campeonatos continentais entregaram vinte vagas para cada gênero: uma para a África e a Oceania cada, cinco para a Ásia, oito para a Europa e cinco para as Américas, sendo o máximo de uma vaga por CON (vencedores da América do Norte e da América do Sul, além dos três melhores dos Jogos Pan-Americanos de 2019, em Lima, Peru). O vencedor da final da Copa do Mundo de 2019 da União Internacional de Pentatlo Moderno (UIPM), realizada em Tóquio de 27 a 30 de junho, e os três melhores do Campeonato Mundial em Budapeste, Hungria, realizado de 3 a 9 de setembro de 2019, também conquistaram vagas.
Como país sede, o Japão garantiu uma única vaga nos eventos masculino e feminino, enquanto duas vagas por convite foram alocadas pela UIPM assim que o final das qualificatórias fossem definidas.
Os três melhores ranqueados no Campeonato Mundial de 2021, em Cairo, no Egito, não qualificados pelas vias anteriores, também receberam uma vaga cada, enquanto as oito vagas restantes foram distribuídas através do ranking de 14 de junho de 2021.

## Formato

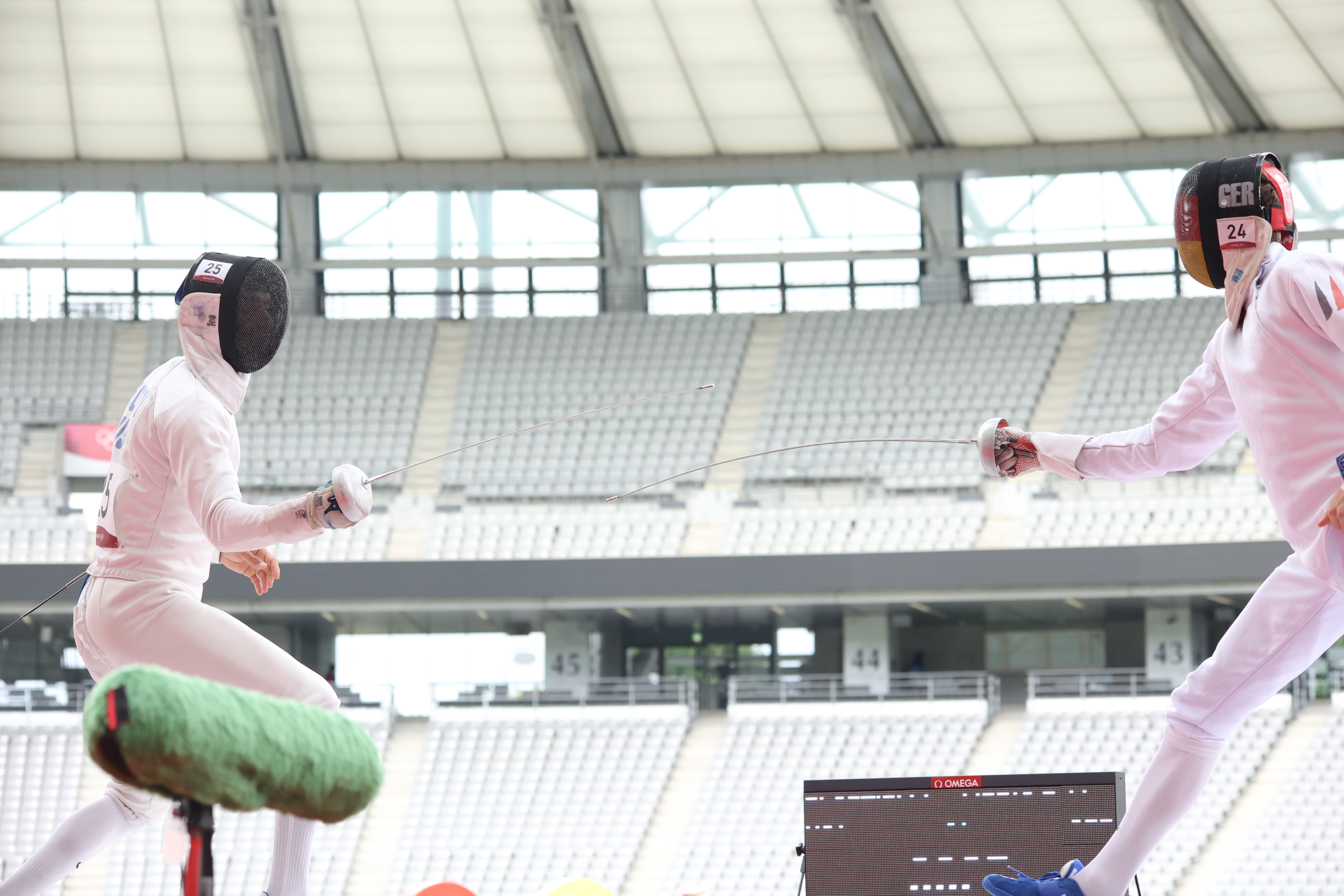
Disputa durante a rodada bônus da esgrima

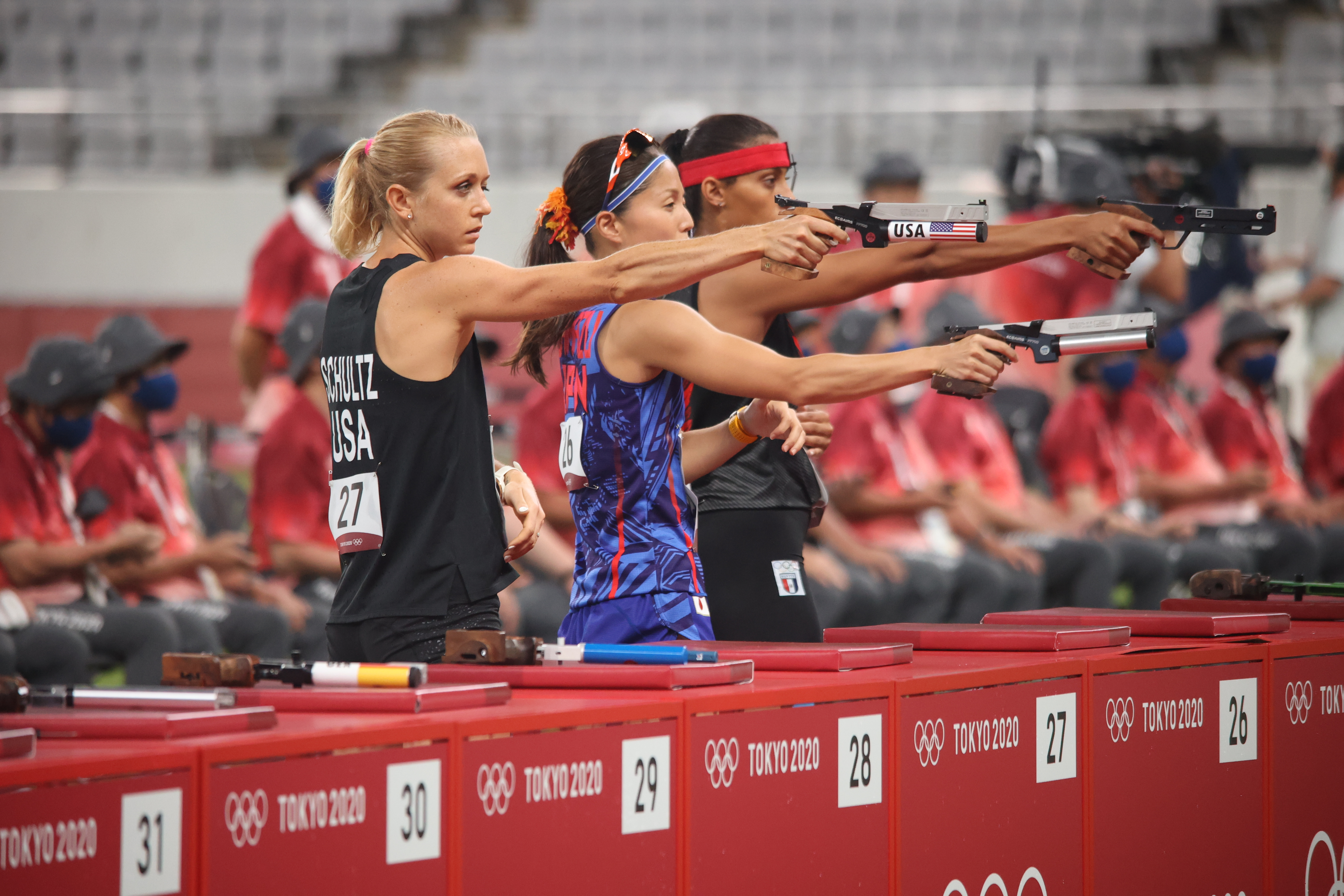
Tiro de pistola durante o laser run

O pentatlo moderno consiste em cinco eventos: tiro com pistola, espada da esgrima, 200 metros nado livre, saltos do hipismo e a corrida de cross-country de 3200 metros.
Os primeiros três eventos (esgrima, natação e saltos de hipismo) são definidos por um sistema de pontuação. Esses pontos foram, então, convertidos em uma diferença de tempo para o evento final combinado (tiro em pistola e corrida de cross-country), com o líder em pontos largando primeiro e cada outro competidor tendo uma largada postergada baseada em sua distância em pontos para o líder. De tal maneira, a ordem de término da corrida é a classificação final do evento.
Similar aos Jogos anteriores, o evento da esgrima consistiu em duas rodadas: fase de todos contra todos e uma rodada bônus. Na primeira, cada competidor enfrentou todos os outros em um duelo de um toque com a espada. Os competidores foram ranqueados de acordo com o número de vitórias. A rodada bônus foi realizada em um sistema de eliminação. Os dois competidores de menor classificação na primeira rodada enfrentaram-se em outro duelo de um toque; o vencedor recebeu uma vitória adicional e avançou para enfrentar o próximo competidor de pior ranking. Isto continuou até que todos os competidores tivessem competido na rodada bônus.
A prova de natação consistiu em um evento de 200 metros nado livre, com a pontuação baseada no tempo e a competição de saltos do hipismo envolveu um percurso de doze obstáculos com um cavalo desconhecido. O placar foi baseado em penalidades por obstáculos caídos, refugos, quedas e estouro do tempo limite.
O evento combinado de corrida e de tiro de pistola (denominado laser run) persistiu no mesmo formato estabelecido desde os Jogos de 2012; os pentatletas enfrentam quatro rodadas de tiro seguidas por uma corrida de 800 metros. Em cada uma das quatro rodadas de tiro, devem atingir cinco alvos, carregando a arma após cada tiro, sendo liberados para reiniciar a corrida após acertar todos. Os erros não são penalizados, mas resultam em um aumento de tempo do competidor até acertar os cinco alvos. Após 70 segundos, mesmo que o competidor não tenha acertado os cinco alvos, ele está liberado para a próxima parte da prova.

## Calendário
As competições de ranqueamento da esgrima iniciaram as competições masculinas e femininas em 5 de agosto. No dia seguinte, as demais competições para as mulheres foram realizadas, fechando com derradeiras provas do evento masculino em 7 de agosto de 2021.
| ER | Esgrima – ranqueamento | N | Natação | EB | Esgrima – bônus | H | Hipismo – saltos | LR | Laser run |

| DataEvento | 5 ago | 6 ago | 6 ago | 6 ago | 6 ago | 7 ago | 7 ago | 7 ago | 7 ago |
| ---------- | ----- | ----- | ----- | ----- | ----- | ----- | ----- | ----- | ----- |
| Masculino  | ER    |       |       |       |       | N     | EB    | H     | LR    |
| Feminino   | ER    | N     | EB    | H     | LR    |       |       |       |       |

## Nações participantes
Ao todo, 31 CONs tiveram atletas qualificados em ao menos um evento. Entre parênteses encontra-se representada a quantidade de atletas.
- GER Alemanha (4)
- ARG Argentina (1)
- AUS Austrália (2)
- AUT Áustria (1)
- BLR Bielorrússia (3)
- BRA Brasil (1)
- KAZ Cazaquistão (2)
- CHI Chile (1)
- CHN China (4)
- KOR Coreia do Sul (4)
- CUB Cuba (2)
- EGY Egito (4)
- ECU Equador (1)
- ESP Espanha (1)
- USA Estados Unidos (2)
- FRA França (4)
- GBR Grã-Bretanha (4)
- GUA Guatemala (1)
- HUN Hungria (4)
- IRL Irlanda (1)
- ITA Itália (2)
- JPN Japão (3)
- LAT Letônia (1)
- LTU Lituânia (3)
- MEX México (4)
- POL Polônia (3)
- CZE República Checa (2)
- ROC ROC (3)
- TUR Turquia (1)
- UKR Ucrânia (1)
- UZB Uzbequistão (2)

## Medalhistas
| Evento             | Ouro                         | Prata                           | Bronze                          |
| ------------------ | ---------------------------- | ------------------------------- | ------------------------------- |
| Masculino detalhes | Joe Choong GBR Grã-Bretanha  | Ahmed El-Gendy EGY Egito        | Jun Woong-tae KOR Coreia do Sul |
| Feminino detalhes  | Kate French GBR Grã-Bretanha | Laura Asadauskaitė LTU Lituânia | Sarolta Kovács HUN Hungria      |

## Quadro de medalhas
| Ordem | País              | Medalha de ouro | Medalha de prata | Medalha de bronze |   | Ordem por total |
| ----- | ----------------- | --------------- | ---------------- | ----------------- | - | --------------- |
| 1     | GBR Grã-Bretanha  | 2               |                  |                   | 2 | 1               |
| 2     | EGY Egito         |                 | 1                |                   | 1 | 2               |
|       | LTU Lituânia      |                 | 1                |                   | 1 | 2               |
| 4     | KOR Coreia do Sul |                 |                  | 1                 | 1 | 2               |
|       | HUN Hungria       |                 |                  | 1                 | 1 | 2               |
| TOTAL | TOTAL             | 2               | 2                | 2                 | 6 | —               |